# Astellia
Astellia — комп'ютерна гра в жанрі MMORPG з елементами ККГ, розроблена і видана компанією Studio 8 у 2019 році. У Росії та СНД на цей час анонсовано відкрите бета-тестування, яке почнеться в першому кварталі 2020 року. Закрите бета-тестування, пройшло в четвертому кварталі 2019 року на ігровій платформі GameNet. Гра розповсюджується по free-to-play моделі.
Astellia вперше була представлена публіці на виставці G-STAR у 2013 році під робочою назвою Project A. І лише у 2017 році відбулося перше закрите бета-тестування корейської версії гри. У відкрите бета-тестування гра перейшла в грудні 2018 року. Корейська версія гри була закрита 16 січня 2019 року.
Вперше про вихід гри на території країн СНД стало відомо в березні 2018 року. Тоді ж ігрова спільнота очікувала першого закритого бета-тестування, проте вже в липні компанія GameNet повідомила про перенесення закритого бета-тестування російської версії Astellia на 2019 рік.

## Загальна інформація
Основною відмінністю гри від своїх найближчих конкурентів є наявність елементів ККГ. Гравцеві належить збирати карти, за допомогою яких можна закликати собі на допомогу Астеліт, від яких безпосередньо залежить стиль і тактика бою. Також не типовим для корейських ігор є рішення розробника скасувати прив'язку класу до статі персонажа.

## Світ гри
Світ гри є Фентезі всесвіт зі своїми законами та історією, населену магічними істотами й найрізноманітнішими расами. Переміщення по ігровому світу здійснюються як за допомогою їздових вихованців, так і за допомогою Телепортів, які сполучення між основними містами та різні материки. Польоти в грі, зараз, не передбачені.

### Класи
У кожного класу в грі є свої унікальні здібності й древо навичок, де гравець самостійно вибирає, які таланти він хоче вивчити. Після отримання 50 рівня обраним класом, гравцям стануть доступні додаткові гілки підкласів. На цей час в грі доступні п'ять класів:
- Стрілець
- Воїн
- Маг
- Вбивця
- Жрець

### Астелл
Використовуючи карти Астеліт, гравець може закликати до трьох істот одночасно, які можуть зцілити персонажа, стати живим щитом або завдати додаткової шкоди ворогу. На цю мить в грі налічується понад 30 карт Астелл, які по ходу гри можна покращувати та прокачувати, збільшуючи силу супутника.

### Бойова система
У грі використовується таргетна бойова система, крім цього варто відзначити, що в грі відсутній режим PVP. Битися з іншими гравцями можна лише в рамках дуелі, на окремих PVP локаціях або ж під час масштабних PVP подій.